# 로버트 트루히요
로버트 트루히요(영어: Robert Trujillo, 1964년 10월 23일 ~ )은 미국의 베이시스트이며 블랙 레이블 소사이어티, 오지 오즈번에서 활약하였고 현재는 헤비 메탈 밴드인 메탈리카의 멤버로 활동 중이다.

## 생애
1964년 10월 23일에 태어난 로버트 트루히요는 캘리포니아 'Culver'라는 곳에 자라왔다. 그의 어머니는 멕시코에서 태어나서 그는 히스패닉 혈통을 받았다. 그리고 그는 1989년도 처음으로 "Suicidal Tendencies"라는 밴드에 베이시스트로 본격적인 행보가 이어졌다. 90년대 후반엔 "오지 오즈번" 밴드에 발탁에 4년여 동안 활약하였고 2001년 메탈리카의 베이시스트인 제이슨 뉴스테드가 탈퇴한 뒤 2003년에 베이스 오디션에 발탁되어 현재까지 멤버로 활약하고 있다. 그의 오디션 장면은 메탈리카의 다큐멘터리 DVD인 "Some Kind Of Monster"에서 볼 수 있다.

## 참여
With 블랙 레이블 소사이어티
- 1919 Eternal - 2002
- Boozed, Broozed, and Broken-Boned (Live DVD) - 2002

With 제리 캔트럴
- Degradation Trip - 2002
- Degradation Trip Volumes 1 & 2 - 2002

With 인펙셔스 그루브스
- The Plague That Makes Your Booty Move...It's the Infectious Grooves - 1991
- Sarsippius' Ark - 1993
- Groove Family Cyco - 1994
- Mas Borracho - 2000

With 수어사이덜 텐던시즈
- Controlled By Hatred/Feel Like Shit...Déjà Vu - 1989 (credited as "Stymee")
- Lights...Camera...Revolution! - 1990
- The Art of Rebellion - 1992
- Still Cyco After All These Years -1993
- Suicidal for Life - 1994
- Prime Cuts - 1997

 With 글렌 팁톤
- Baptizm of Fire - 1997

With 앤스랙스
- Summer 2003 - 2003

With 매스 멘틀
- How to Write Love Songs - 1999
- Live in Tokyo - 2001

With 오지 오스본
- Down to Earth - 2001
- Blizzard of Ozz Reissue - 2002
- Diary of a Madman Reissue - 2002
- Live at Budokan - 2002

With 메탈리카
- St. Anger (DVD Live Studio Performance Only) - 2003
- Death Magnetic - 2008